# Wenningstedt-Braderup (Sylt)
Wenningstedt-Braderup (Sylt), innan 12 augusti 2002 Wenningstedt (Sylt) är en kommun med orten Wenningstedt i Kreis Nordfriesland i förbundslandet Schleswig-Holstein i Tyskland.
Kommunen ingår i kommunalförbundet Amt Landschaft Sylt tillsammans med ytterligare 3 kommuner.